# NSWRL 1940
Die NSWRL 1940 war die 33. Saison der New South Wales Rugby League Premiership, der ersten australischen Rugby-League-Meisterschaft. Den ersten Tabellenplatz nach Ende der regulären Saison belegte der Eastern Suburbs RLFC. Dieser gewann im Finale 24:14 gegen die Canterbury-Bankstown Bulldogs und gewann damit die NSWRL zum achten Mal.

## Tabelle
|     | Team                          | Spiele | Siege | Unent. | Ndlg. | Spiel- punkte | Diff. | Tabellen- punkte |
| --- | ----------------------------- | ------ | ----- | ------ | ----- | ------------- | ----- | ---------------- |
| 01. | Eastern Suburbs               | 14     | 9     | 1      | 4     | 250:136       | + 114 | 19               |
| 02. | Newtown Jets                  | 14     | 9     | 0      | 5     | 261:200       | + 61  | 18               |
| 03. | St. George Dragons            | 14     | 7     | 2      | 5     | 263:203       | + 60  | 16               |
| 04. | Canterbury-Bankstown Bulldogs | 14     | 8     | 0      | 6     | 204:195       | + 9   | 16               |
| 05. | Balmain Tigers                | 14     | 7     | 1      | 6     | 199:162       | + 37  | 15               |
| 06. | South Sydney Rabbitohs        | 14     | 7     | 0      | 7     | 165:259       | - 94  | 14               |
| 07. | North Sydney Bears            | 14     | 4     | 0      | 10    | 156:243       | - 87  | 8                |
| 08. | Western Suburbs Magpies       | 14     | 3     | 0      | 11    | 159:259       | - 100 | 6                |

## Playoffs

### Halbfinale
| 17. August | Eastern Suburbs | 10 : 3 | St. George Dragons | Sydney Cricket Ground, Sydney Zuschauer: 17.473 Schiedsrichter: Jack O’Brien |
| 17. August | Bericht         |        |                    | Sydney Cricket Ground, Sydney Zuschauer: 17.473 Schiedsrichter: Jack O’Brien |

| 24. August | Canterbury-Bankstown Bulldogs | 19 : 11 | Newtown Jets | Sydney Cricket Ground, Sydney Zuschauer: 22.061 Schiedsrichter: Jack O’Brien |
| 24. August | Bericht                       |         |              | Sydney Cricket Ground, Sydney Zuschauer: 22.061 Schiedsrichter: Jack O’Brien |

### Grand Final
| 31. August | Eastern Suburbs                                                                       | 24 : 14        | Canterbury-Bankstown Bulldogs                                                 | Sydney Cricket Ground, Sydney Zuschauer: 24.167 Schiedsrichter: Jack O’Brien |
| 31. August | Versuche: Pierce (2), Brew, Clarke, O’Loan, Pearce Erhöhungen: Bartlett (2), Dunn (1) | (11:9) Bericht | Versuche: Bonnyman, Denton Erhöhungen: Johnson (2/2) Straftritte: Johnson (2) | Sydney Cricket Ground, Sydney Zuschauer: 24.167 Schiedsrichter: Jack O’Brien |

| 1  | Doug Bartlett    |
| 2  | Rod O’Loan       |
| 3  | Stan Callaghan   |
| 4  | Dick Dunn        |
| 5  | Bill Brew        |
| 6  | Fred May         |
| 7  | Sel Lisle        |
| 8  | Andrew Norval    |
| 9  | Joe Pearce       |
| 10 | Harry Pierce     |
| 11 | John Clarke      |
| 12 | Noel Hollingdale |
| 13 | Ray Stehr        |

| 1  | Lin Johnson   |
| 2  | Edgar Newham  |
| 3  | Merv Denton   |
| 4  | Bob Russell   |
| 5  | Jack Bonnyman |
| 6  | Ted Anderson  |
| 7  | Roy McCarter  |
| 8  | Gordon Clunas |
| 9  | Bob Farrar    |
| 10 | Bob Allison   |
| 11 | Jack Reilly   |
| 12 | Roy Kirkaldy  |
| 13 | Jim Gibbs     |